# Chetogena cercosa
Chetogena cercosa är en tvåvingeart som beskrevs av Kugler 1980. Chetogena cercosa ingår i släktet Chetogena och familjen parasitflugor.
Artens utbredningsområde är Israel. Inga underarter finns listade i Catalogue of Life.